# Нижньокристалка
Нижньокриста́лка (рос. Нижнекристалка) — селище у складі Червоногвардійського району Оренбурзької області, Росія.

## Населення
Населення — 836 осіб (2010; 1025 у 2002).
Національний склад (станом на 2002 рік):
- росіяни — 49 %